# Finnische Fußballmeisterschaft 1917
Die finnische Fußballmeisterschaft 1917 war die neunte Saison der höchsten finnischen Spielklasse im Herrenfußball.
HJK Helsinki gewann die Meisterschaft.

## Endrunde

### Halbfinale
|              | Ergebnis |                 |
| ------------ | -------- | --------------- |
| HJK Helsinki | 4:1      | Helsingin PV    |
| Åbo IFK      | 5:1      | Viipurin Reipas |

### Finale
|              | Ergebnis |         |
| ------------ | -------- | ------- |
| HJK Helsinki | 4:2      | Åbo IFK |